# Cerejeiras
Cerejeiras är en kommun i Brasilien.   Den ligger i delstaten Rondônia, i den centrala delen av landet, 1 500 km väster om huvudstaden Brasília. Antalet invånare är 17 030.
I omgivningarna runt Cerejeiras växer i huvudsak städsegrön lövskog. Trakten runt Cerejeiras är nära nog obefolkad, med mindre än två invånare per kvadratkilometer.